# Mandature 2021-2028 du conseil régional d'Occitanie
2016-2021
La mandature 2021-2028 du conseil régional d'Occitanie est le cycle parlementaire qui débute à la suite des élections régionales de 2021.

## Liste des conseillers régionaux
Dernière mise à jour : 15 juillet 2024

### Actuel
| Conseiller régional.        | Étiquette | Étiquette                        | Groupe                                                            | Département         | Liste             | Notes                |
| --------------------------- | --------- | -------------------------------- | ----------------------------------------------------------------- | ------------------- | ----------------- | -------------------- |
| Kamel Chibli                |           | PS                               | Socialistes et Citoyens d'Occitanie                               | Ariège              | Carole Delga      | Vice-président       |
| Isabelle Piquemal           |           | PCF                              | Communistes Républicains et Citoyens                              | Ariège              | Carole Delga      |                      |
| Alexandre Bermand           |           | PRG                              | Radicaux de Gauche et Citoyens                                    | Ariège              | Carole Delga      |                      |
| Pascale Canal               |           | PS                               | Socialistes et Citoyens d'Occitanie                               | Ariège              | Carole Delga      |                      |
| Didier Codorniou            |           | PRG                              | Radicaux de Gauche et Citoyens                                    | Aude                | Carole Delga      | Vice-président       |
| Catherine Bossis            |           | PS                               | Socialistes et Citoyens d'Occitanie                               | Aude                | Carole Delga      |                      |
| Philippe Andrieu            |           | PS                               | Socialistes et Citoyens d'Occitanie                               | Aude                | Carole Delga      |                      |
| Sylvie Vilas                |           | PCF                              | Communistes Républicains et Citoyens                              | Aude                | Carole Delga      |                      |
| Benjamin Assié              |           | OE                               | Occitanie - Pays Catalan Écologie                                 | Aude                | Carole Delga      |                      |
| Claudie Faucon-Méjean       |           | PS                               | Socialistes et Citoyens d'Occitanie                               | Aude                | Carole Delga      |                      |
| Alain Coste                 |           | PS                               | Socialistes et Citoyens d'Occitanie                               | Aude                | Carole Delga      |                      |
| Christophe Barthès          |           | RN                               | Rassemblement National                                            | Aude                | Jean-Paul Garraud |                      |
| Laure-Emmanuelle Philippe   |           | RN                               | Rassemblement National                                            | Aude                | Jean-Paul Garraud |                      |
| Michel Py                   |           | LR                               | L'Occitanie courageuse (2021-2022) Nous Occitanie (depuis 2022)   | Aude                | Aurélien Pradié   |                      |
| Emmanuelle Gazel            |           | PS                               | Socialistes et Citoyens d'Occitanie                               | Aveyron             | Carole Delga      |                      |
| Stéphane Bérard             |           | PS                               | Socialistes et Citoyens d'Occitanie                               | Aveyron             | Carole Delga      | Rapporteur du budget |
| Christine Sahuet            |           | DVG                              | Socialistes et Citoyens d'Occitanie                               | Aveyron             | Carole Delga      |                      |
| Pascal Mazet                |           | PCF                              | Communistes Républicains et Citoyens                              | Aveyron             | Carole Delga      |                      |
| Marie Lacaze                |           | DVG                              | Radicaux de Gauche et Citoyens                                    | Aveyron             | Carole Delga      |                      |
| Clément Carles              |           | DVG                              | Socialistes et Citoyens d'Occitanie                               | Aveyron             | Carole Delga      |                      |
| Bruno Leleu                 |           | RN (2021-2024) SE (depuis 2024)  | Rassemblement national (2021-2024) Non-inscrits (depuis 2024)     | Aveyron             | Jean-Paul Garraud |                      |
| Jean-Philippe Keroslian     |           | LR                               | L'Occitanie courageuse                                            | Aveyron             | Aurélien Pradié   |                      |
| Anne-Claire Solier-Assier   |           | LR                               | L'Occitanie courageuse                                            | Aveyron             | Aurélien Pradié   |                      |
| Amal Couvreur               |           | DVG                              | Socialistes et Citoyens d'Occitanie                               | Gard                | Carole Delga      |                      |
| Jean-Luc Gibelin            |           | PCF                              | Communistes Républicains et Citoyens                              | Gard                | Carole Delga      | Vice-président       |
| Katy Guyot                  |           | PS                               | Socialistes et Citoyens d'Occitanie                               | Gard                | Carole Delga      |                      |
| Fabrice Verdier             |           | PS                               | Socialistes et Citoyens d'Occitanie                               | Gard                | Carole Delga      |                      |
| Aurélie Genolher            |           | OE                               | Occitanie - Pays Catalan Écologie                                 | Gard                | Carole Delga      |                      |
| Jalil Benabdillah           |           | DVG                              | Socialistes et Citoyens d'Occitanie                               | Gard                | Carole Delga      | Vice-président       |
| Claire Lapeyronie           |           | DVG                              | Socialistes et Citoyens d'Occitanie                               | Gard                | Carole Delga      |                      |
| Henry Brin                  |           | DVG                              | Socialistes et Citoyens d'Occitanie                               | Gard                | Carole Delga      |                      |
| Monique Novaretti           |           | PRG                              | Radicaux de Gauche et Citoyens                                    | Gard                | Carole Delga      |                      |
| Régis Bayle                 |           | DVG                              | Socialistes et Citoyens d'Occitanie                               | Gard                | Carole Delga      |                      |
| Julie Delalonde             |           | PS                               | Socialistes et Citoyens d'Occitanie                               | Gard                | Carole Delga      |                      |
| Julien Sanchez              |           | RN                               | Rassemblement national                                            | Gard                | Jean-Paul Garraud |                      |
| Laurence Gardet             |           | RN                               | Rassemblement national                                            | Gard                | Jean-Paul Garraud |                      |
| Yoann Gillet                |           | RN                               | Rassemblement national                                            | Gard                | Jean-Paul Garraud |                      |
| Flavie Collard              |           | RN                               | Rassemblement national                                            | Gard                | Jean-Paul Garraud |                      |
| Gilles Donada               |           | RN                               | Rassemblement national                                            | Gard                | Jean-Paul Garraud |                      |
| Viviane Tisseur             |           | RN                               | Rassemblement national                                            | Gard                | Jean-Paul Garraud |                      |
| Christophe Rivenq           |           | LR                               | L'Occitanie courageuse (2021-2022) Nous Occitanie (depuis 2022)   | Gard                | Aurélien Pradié   |                      |
| Mary Bourgade               |           | LR                               | L'Occitanie courageuse (2021-2022) Nous Occitanie (depuis 2022)   | Gard                | Aurélien Pradié   |                      |
| Carole Delga                |           | PS                               | Socialistes et Citoyens d'Occitanie                               | Haute-Garonne       | Carole Delga      | Présidente           |
| Vincent Bounes              |           | DVG                              | Socialistes et Citoyens d'Occitanie                               | Haute-Garonne       | Carole Delga      | Vice-président       |
| Nadia Pellefigue            |           | PS                               | Socialistes et Citoyens d'Occitanie                               | Haute-Garonne       | Carole Delga      | Vice-présidente      |
| Pierre Lacaze               |           | PCF                              | Communistes Républicains et Citoyens                              | Haute-Garonne       | Carole Delga      |                      |
| Rachida Lucazeau            |           | PS                               | Socialistes et Citoyens d'Occitanie                               | Haute-Garonne       | Carole Delga      |                      |
| Christophe Delahaye         |           | PRG                              | Radicaux de Gauche et Citoyens                                    | Haute-Garonne       | Carole Delga      |                      |
| Mélanie Tisné-Versailles    |           | DVG                              | Socialistes et Citoyens d'Occitanie                               | Haute-Garonne       | Carole Delga      |                      |
| Philippe Briançon           |           | PS                               | Socialistes et Citoyens d'Occitanie                               | Haute-Garonne       | Carole Delga      |                      |
| Marie-Caroline Tempesta     |           | PS                               | Socialistes et Citoyens d'Occitanie                               | Haute-Garonne       | Carole Delga      |                      |
| Marc Sztulman               |           | PS                               | Socialistes et Citoyens d'Occitanie                               | Haute-Garonne       | Carole Delga      |                      |
| Stéphanie Sense             |           | PRG                              | Radicaux de Gauche et Citoyens                                    | Haute-Garonne       | Carole Delga      |                      |
| Serge Regourd               |           | DVG                              | Socialistes et Citoyens d'Occitanie                               | Haute-Garonne       | Carole Delga      |                      |
| Nathalie Mader              |           | PS                               | Socialistes et Citoyens d'Occitanie                               | Haute-Garonne       | Carole Delga      |                      |
| Mohamed Hamami              |           | DVG                              | Socialistes et Citoyens d'Occitanie                               | Haute-Garonne       | Carole Delga      |                      |
| Laurence François           |           | PP                               | Socialistes et Citoyens d'Occitanie                               | Haute-Garonne       | Carole Delga      |                      |
| Thierry Cotelle             |           | GRS                              | Socialistes et Citoyens d'Occitanie                               | Haute-Garonne       | Carole Delga      |                      |
| Carole Hoffmann             |           | PCF                              | Communistes Républicains et Citoyens                              | Haute-Garonne       | Carole Delga      |                      |
| Laurent Chérubin            |           | PRG                              | Radicaux de Gauche et Citoyens                                    | Haute-Garonne       | Carole Delga      |                      |
| Émilie Dalix                |           | DVG                              | Socialistes et Citoyens d'Occitanie                               | Haute-Garonne       | Carole Delga      |                      |
| John Palacin                |           | PS                               | Socialistes et Citoyens d'Occitanie                               | Haute-Garonne       | Carole Delga      |                      |
| Chrystel Gombert            |           | PCF                              | Communistes Républicains et Citoyens                              | Haute-Garonne       | Carole Delga      |                      |
| Olivier Roméro              |           | PP                               | Socialistes et Citoyens d'Occitanie                               | Haute-Garonne       | Carole Delga      |                      |
| Nadia Bakiri                |           | PS                               | Socialistes et Citoyens d'Occitanie                               | Haute-Garonne       | Carole Delga      |                      |
| Fabrice de Comarmond        |           | PS                               | Socialistes et Citoyens d'Occitanie                               | Haute-Garonne       | Carole Delga      |                      |
| Monique Falières            |           | PRG                              | Radicaux de Gauche et Citoyens                                    | Haute-Garonne       | Carole Delga      |                      |
| Guillaume De Almeida Chaves |           | PS                               | Socialistes et Citoyens d'Occitanie                               | Haute-Garonne       | Carole Delga      |                      |
| Sophie Adroit               |           | GRS                              | Socialistes et Citoyens d'Occitanie                               | Haute-Garonne       | Carole Delga      |                      |
| Jean-Paul Garraud           |           | LDP                              | Rassemblement national                                            | Haute-Garonne       | Jean-Paul Garraud |                      |
| Emmanuelle Pinatel          |           | RN                               | Rassemblement national                                            | Haute-Garonne       | Jean-Paul Garraud |                      |
| Julien Leonardelli          |           | RN                               | Rassemblement national                                            | Haute-Garonne       | Jean-Paul Garraud |                      |
| Marie-Christine Parolin     |           | RN (2021-2024) DLF (depuis 2025) | Rassemblement national (2021-2024) Debout la France (depuis 2025) | Haute-Garonne       | Jean-Paul Garraud |                      |
| Aurélien Pradié             |           | LR                               | L'Occitanie courageuse                                            | Haute-Garonne       | Aurélien Pradié   |                      |
| Charlotte Boudard-Pierron   |           | LR                               | L'Occitanie courageuse                                            | Haute-Garonne       | Aurélien Pradié   |                      |
| Sacha Briand                |           | LR                               | L'Occitanie courageuse                                            | Haute-Garonne       | Aurélien Pradié   |                      |
| Marielle Garonzi            |           | UDI                              | L'Occitanie courageuse                                            | Haute-Garonne       | Aurélien Pradié   |                      |
| Laurent Lesgourgues         |           | LR                               | L'Occitanie courageuse                                            | Haute-Garonne       | Aurélien Pradié   |                      |
| Muriel Abadie               |           | PS                               | Socialistes et Citoyens d'Occitanie                               | Gers                | Carole Delga      | Vice-présidente      |
| Éric Cadoré                 |           | PCF                              | Communistes Républicains et Citoyens                              | Gers                | Carole Delga      |                      |
| Séverine Carchon            |           | PRG                              | Radicaux de Gauche et Citoyens                                    | Gers                | Carole Delga      |                      |
| David Taupiac               |           | PS                               | Socialistes et Citoyens d'Occitanie                               | Gers                | Carole Delga      |                      |
| Jean-Luc Yelma              |           | RN                               | Rassemblement national                                            | Gers                | Jean-Paul Garraud |                      |
| Gérard Dubrac               |           | LR                               | L'Occitanie courageuse                                            | Gers                | Aurélien Pradié   |                      |
| Patrice Canayer             |           | DVG                              | Socialistes et Citoyens d'Occitanie                               | Hérault             | Carole Delga      |                      |
| Fadilha Benammar-Koly       |           | DVG                              | Socialistes et Citoyens d'Occitanie                               | Hérault             | Carole Delga      |                      |
| Christian Assaf             |           | PS                               | Socialistes et Citoyens d'Occitanie                               | Hérault             | Carole Delga      |                      |
| Florence Brutus             |           | PRG                              | Radicaux de Gauche et Citoyens                                    | Hérault             | Carole Delga      | Vice-présidente      |
| Max Alliès                  |           | DVG                              | Socialistes et Citoyens d'Occitanie                               | Hérault             | Carole Delga      |                      |
| Sylvie Thomas               |           | PS                               | Socialistes et Citoyens d'Occitanie                               | Hérault             | Carole Delga      |                      |
| Jean-Marc Biau              |           | PCF                              | Communistes Républicains et Citoyens                              | Hérault             | Carole Delga      |                      |
| Claire Gatecel              |           | DVG                              | Socialistes et Citoyens d'Occitanie                               | Hérault             | Carole Delga      |                      |
| Hussein Bourgi              |           | PS                               | Socialistes et Citoyens d'Occitanie                               | Hérault             | Carole Delga      |                      |
| Françoise Matheron          |           | PS                               | Socialistes et Citoyens d'Occitanie                               | Hérault             | Carole Delga      |                      |
| Sébastien Denaja            |           | PS                               | Socialistes et Citoyens d'Occitanie                               | Hérault             | Carole Delga      |                      |
| Zina Bourguet               |           | OE                               | Occitanie - Pays Catalan Écologie                                 | Hérault             | Carole Delga      |                      |
| René Moreno                 |           | GRS                              | Socialistes et Citoyens d'Occitanie                               | Hérault             | Carole Delga      |                      |
| Marie-Thérèse Mercier       |           | DVG                              | Socialistes et Citoyens d'Occitanie                               | Hérault             | Carole Delga      |                      |
| Bertrand Vivancos           |           | PRG                              | Radicaux de Gauche et Citoyens                                    | Hérault             | Carole Delga      |                      |
| Maria-Alice Pelé            |           | PCF                              | Communistes Républicains et Citoyens                              | Hérault             | Carole Delga      | Vice-présidente      |
| Jean-Noël Badenas           |           | PS                               | Socialistes et Citoyens d'Occitanie                               | Hérault             | Carole Delga      |                      |
| Myriam Gairaud              |           | PS                               | Socialistes et Citoyens d'Occitanie                               | Hérault             | Carole Delga      |                      |
| Thierry Mathieu             |           | DVG                              | Socialistes et Citoyens d'Occitanie                               | Hérault             | Carole Delga      |                      |
| Frédéric Bort               |           | RN (2021-2024) SE (depuis 2024)  | Rassemblement national (2021-2024) Non-inscrits (depuis 2024)     | Hérault             | Jean-Paul Garraud |                      |
| Julia Plane                 |           | RN                               | Rassemblement national                                            | Hérault             | Jean-Paul Garraud |                      |
| Cédric Delapierre           |           | LDP                              | Rassemblement national                                            | Hérault             | Jean-Paul Garraud |                      |
| Lauriane Troise             |           | RN                               | Rassemblement national                                            | Hérault             | Jean-Paul Garraud |                      |
| Franck Manogil              |           | RN (2021-2022) REC (depuis 2022) | Rassemblement national (2021-2022) Non-inscrits (depuis 2022)     | Hérault             | Jean-Paul Garraud |                      |
| Johana Maurel               |           | RN                               | Rassemblement national                                            | Hérault             | Jean-Paul Garraud |                      |
| Quentin Lamotte             |           | RN                               | Rassemblement national                                            | Hérault             | Jean-Paul Garraud |                      |
| Stéphan Rossignol           |           | LR                               | L'Occitanie courageuse (2021-2022) Nous Occitanie (depuis 2022)   | Hérault             | Aurélien Pradié   |                      |
| Laurence Magne              |           | LR                               | L'Occitanie courageuse                                            | Hérault             | Aurélien Pradié   |                      |
| Frederic Lafforgue          |           | LR                               | L'Occitanie courageuse (2021-2022) Nous Occitanie (depuis 2022)   | Hérault             | Aurélien Pradié   |                      |
| Géraldine d'Ettore          |           | LR                               | L'Occitanie courageuse (2021-2022) Nous Occitanie (depuis 2022)   | Hérault             | Aurélien Pradié   |                      |
| Marie Piqué                 |           | PCF                              | Communistes Républicains et Citoyens                              | Lot                 | Carole Delga      | Vice-présidente      |
| Vincent Labarthe            |           | PS                               | Socialistes et Citoyens d'Occitanie                               | Lot                 | Carole Delga      |                      |
| Geneviève Lasfargues        |           | PRG                              | Radicaux de Gauche et Citoyens                                    | Lot                 | Carole Delga      |                      |
| Brigitte Rivière            |           | LR                               | L'Occitanie courageuse                                            | Lot                 | Aurélien Pradié   |                      |
| Sébastien Nodari            |           | LR                               | L'Occitanie courageuse                                            | Lot                 | Aurélien Pradié   |                      |
| Aurélie Maillols            |           | PS                               | Socialistes et Citoyens d'Occitanie                               | Lozère              | Carole Delga      |                      |
| Bernard Bastide             |           | DVG                              | Socialistes et Citoyens d'Occitanie                               | Lozère              | Carole Delga      |                      |
| Jean-Louis Cazaubon         |           | DVG                              | Socialistes et Citoyens d'Occitanie                               | Hautes-Pyrénées     | Carole Delga      | Vice-président       |
| Pascale Peraldi             |           | PRG                              | Radicaux de Gauche et Citoyens                                    | Hautes-Pyrénées     | Carole Delga      |                      |
| Philippe Baubay             |           | PS                               | Socialistes et Citoyens d'Occitanie                               | Hautes-Pyrénées     | Carole Delga      |                      |
| Yolande Guinle              |           | PCF                              | Communistes Républicains et Citoyens                              | Hautes-Pyrénées     | Carole Delga      |                      |
| Yann Helary                 |           | OE                               | Occitanie - Pays Catalan Écologie                                 | Hautes-Pyrénées     | Carole Delga      |                      |
| Olivier Monteil             |           | RN                               | Rassemblement national                                            | Hautes-Pyrénées     | Jean-Paul Garraud |                      |
| Romain Giral                |           | LR                               | L'Occitanie courageuse                                            | Hautes-Pyrénées     | Aurélien Pradié   |                      |
| Agnès Langevine             |           | OE                               | Occitanie - Pays Catalan Écologie                                 | Pyrénées-Orientales | Carole Delga      | Vice-présidente      |
| Christophe Manas            |           | DVG                              | Radicaux de Gauche et Citoyens                                    | Pyrénées-Orientales | Carole Delga      |                      |
| Éliane Jarycki              |           | PS                               | Socialistes et Citoyens d'Occitanie                               | Pyrénées-Orientales | Carole Delga      |                      |
| Patrick Cases               |           | PCF                              | Communistes Républicains et Citoyens                              | Pyrénées-Orientales | Carole Delga      |                      |
| Judith Carmona              |           | ÉCO                              | Occitanie - Pays Catalan Écologie                                 | Pyrénées-Orientales | Carole Delga      |                      |
| Samuel Moli                 |           | DVG                              | Socialistes et Citoyens d'Occitanie                               | Pyrénées-Orientales | Carole Delga      |                      |
| Christine Gas               |           | ÉCO                              | Occitanie - Pays Catalan Écologie                                 | Pyrénées-Orientales | Carole Delga      |                      |
| Julien Baraillé             |           | PS                               | Socialistes et Citoyens d'Occitanie                               | Pyrénées-Orientales | Carole Delga      |                      |
| Xavier Baudry               |           | RN                               | Rassemblement national                                            | Pyrénées-Orientales | Jean-Paul Garraud |                      |
| Sophie Blanc                |           | RN                               | Rassemblement national                                            | Pyrénées-Orientales | Jean-Paul Garraud |                      |
| Frédéric Gourier            |           | RN                               | Rassemblement national                                            | Pyrénées-Orientales | Jean-Paul Garraud |                      |
| Laurence Pignier            |           | RN                               | Rassemblement national                                            | Pyrénées-Orientales | Jean-Paul Garraud |                      |
| Stéphane Loda               |           | LR                               | L'Occitanie courageuse (2021-2022) Nous Occitanie (depuis 2022)   | Pyrénées-Orientales | Aurélien Pradié   |                      |
| Vincent Garel               |           | PRG                              | Radicaux de Gauche et Citoyens                                    | Tarn                | Carole Delga      |                      |
| Claire Fita                 |           | PS                               | Socialistes et Citoyens d'Occitanie                               | Tarn                | Carole Delga      | Vice-présidente      |
| Yannick Jauzion             |           | DVG                              | Socialistes et Citoyens d'Occitanie                               | Tarn                | Carole Delga      |                      |
| Géraldine Rouquette         |           | PCF                              | Communistes Républicains et Citoyens                              | Tarn                | Carole Delga      |                      |
| Vincent Recoules            |           | PS                               | Socialistes et Citoyens d'Occitanie                               | Tarn                | Carole Delga      |                      |
| Christine Bernot            |           | DVG                              | Radicaux de Gauche et Citoyens                                    | Tarn                | Carole Delga      |                      |
| Rémi Massié                 |           | DVG                              | Socialistes et Citoyens d'Occitanie                               | Tarn                | Carole Delga      |                      |
| Sandrine Soliman            |           | PS                               | Socialistes et Citoyens d'Occitanie                               | Tarn                | Carole Delga      |                      |
| Julien Bacou                |           | RN                               | Rassemblement national                                            | Tarn                | Jean-Paul Garraud |                      |
| Virginie Callejon           |           | RN                               | Rassemblement national                                            | Tarn                | Jean-Paul Garraud |                      |
| Bernard Carayon             |           | UDR                              | L'Occitanie courageuse (2021-2022) Nous Occitanie (depuis 2023)   | Tarn                | Aurélien Pradié   |                      |
| Marie Castro                |           | PRG                              | Radicaux de Gauche et Citoyens                                    | Tarn-et-Garonne     | Carole Delga      | Vice-présidente      |
| Patrice Garrigues           |           | PS                               | Socialistes et Citoyens d'Occitanie                               | Tarn-et-Garonne     | Carole Delga      |                      |
| Sabrina Delrieu             |           | PRG                              | Radicaux de Gauche et Citoyens                                    | Tarn-et-Garonne     | Carole Delga      |                      |
| Rodolphe Portoles           |           | PCF                              | Communistes Républicains et Citoyens                              | Tarn-et-Garonne     | Carole Delga      |                      |
| Isabelle Laveron            |           | PS                               | Socialistes et Citoyens d'Occitanie                               | Tarn-et-Garonne     | Carole Delga      |                      |
| Stéphanie Gayet             |           | RN                               | Rassemblement national                                            | Tarn-et-Garonne     | Jean-Paul Garraud |                      |
| Thierry Deville             |           | LR                               | L'Occitanie courageuse (2021-2022) Nous Occitanie (depuis 2023)   | Tarn-et-Garonne     | Aurélien Pradié   |                      |

### Anciens
| Conseiller régional | Liste | Liste                  | Département | Cause du départ    | Date du départ  | Remplaçant      |
| ------------------- | ----- | ---------------------- | ----------- | ------------------ | --------------- | --------------- |
| Julien Sanchez      |       | Jean-Paul Garraud (RN) | Gard        | Cumul des mandats. | 11 juillet 2024 | Viviane Tisseur |

## Membres de la commission permanente
| Liste   | L'Occitanie en commun | Rassembler l'Occitanie | Du courage pour l'Occitanie |
| ------- | --- | --- | --- |
| Liste   | PS - PCF - PRG - PP - GRS - MRC - OE | RN - LDP - PL - LAF | LR - LC - UDI - LMR |
| Liste   | | | |
| Sièges  | 21 / 52 | 9 / 52 | 6 / 52 |
| Membres | - Philippe Andrieu (PS, Aude) - Christian Assaf (PS, Hérault) - Benjamin Assié (PS-OE, Aude) - Pascale Canal (PS, Ariège) - Stéphane Bérard (PS, Aveyron) - Emmanuelle Gazel (PS, Aveyron) - Philippe Briançon (PS, Haute-Garonne) - Katy Guyot (PS, Gard) - Éliane Jarycki (PS, Pyrénées-Orientales) - Aurélie Maillols (PS, Lozère) - Sébastien Denaja (PS, Hérault) - Françoise Matheron (PS, Hérault) - Vincent Garel (PRG, Tarn) - Pascale Peraldi (PRG, Hautes-Pyrénées) - Pierre Lacaze (PCF, Haute-Garonne) - Olivier Roméro (PP, Haute-Garonne) - Géraldine Rouquette (PCF, Tarn) - David Taupiac (PS, Gers) - Sandrine Soliman (PS, Tarn) - Fabrice Verdier (PS, Gard) - Mélanie Tisné-Versailles (DVG, Haute-Garonne) | - Jean-Paul Garraud (LDP, Haute-Garonne) - Sophie Blanc (RN, Pyrénées-Orientales) - Julien Sanchez (RN, Gard) - Julia Plane (RN, Hérault) - Frédéric Bort (RN, Hérault) - Laurence Gardet (RN, Gard) - Xavier Baudry (RN, Pyrénées-Orientales) - Laure-Emmanuelle Philippe (RN, Aude) - Jean-Luc Yelma (RN, Gers) | - Anne-Claire Solier-Assier (LR, Aveyron) - Stéphan Rossignol (LR, Hérault) - Brigitte Rivière (LR, Lot) - Stéphane Loda (LR, Pyrénées-Orientales) - Marielle Garonzi (UDI, Haute-Garonne) - Aurélien Pradié (LR, Lot) |
| Membres | | | |
| Membres | Membres de droit de la commission : - Le président (L'Occitanie en commun), - Les vice-présidents (L'Occitanie en commun). | Membres de droit de la commission : - Le président (L'Occitanie en commun), - Les vice-présidents (L'Occitanie en commun). | 16 / 52 |
| Membres | | | |
| Membres | Répartition par listes + le président et vices-présidents | | |

## Groupes politiques
|                                            |       |       |      |                                           |                   |
| Présidente du Conseil régional d'Occitanie |       |       |      |                                           |                   |
| Carole Delga (PS)                          |       |       |      |                                           |                   |
| Parti                                      | Sigle | Sigle | Élus | Groupe                                    | Président         |
| Majorité (109 sièges)                      |       |       |      |                                           |                   |
| Parti socialiste                           |       | PS    | 41   | Socialistes et Citoyens d'Occitanie (69)  | Christian Assaf   |
| Divers gauche                              |       | DVG   | 23   | Socialistes et Citoyens d'Occitanie (69)  | Christian Assaf   |
| Gauche républicaine et socialiste          |       | GRS   | 3    | Socialistes et Citoyens d'Occitanie (69)  | Christian Assaf   |
| Place publique                             |       | PP    | 2    | Socialistes et Citoyens d'Occitanie (69)  | Christian Assaf   |
| Parti radical de gauche                    |       | PRG   | 15   | Radicaux de Gauche et Citoyens (18)       | Vincent Garel     |
| Divers gauche                              |       | DVG   | 3    | Radicaux de Gauche et Citoyens (18)       | Vincent Garel     |
| Parti communiste français                  |       | PCF   | 15   | Communistes Républicains et Citoyens (15) | Pierre Lacaze     |
| Divers gauche                              |       | DVG   | 6    | Occitanie - Pays Catalan Écologie (7)     | Benjamin Assié    |
| Parti socialiste                           |       | PS    | 1    | Occitanie - Pays Catalan Écologie (7)     | Benjamin Assié    |
| Opposition (49 sièges)                     |       |       |      |                                           |                   |
| Rassemblement national                     |       | RN    | 22   | Rassemblement national (24)               | Yoann Gillet      |
| La Droite populaire                        |       | LDP   | 2    | Rassemblement national (24)               | Yoann Gillet      |
| Les Républicains                           |       | LR    | 11   | Occitanie courageuse (12)                 | Aurélien Pradié   |
| Union des démocrates et indépendants       |       | UDI   | 1    | Occitanie courageuse (12)                 | Aurélien Pradié   |
| Les Républicains                           |       | LR    | 9    | Nous Occitanie (9)                        | Christophe Rivenq |
| Reconquête                                 |       | REC   | 1    | Non-inscrits (4)                          |                   |
| Sans étiquette                             |       | SE    | 3    | Non-inscrits (4)                          |                   |

- Le 12 décembre 2022, le groupe Occitanie courageuse scinde en raison de conflit interne sur les positions vis à vis de la majorité régionale et de la façon de traiter les dossiers[4].

## Commissions sectorielles
| Thème                                               | Président             | Groupe | Groupe |
| --------------------------------------------------- | --------------------- | ------ | ------ |
| International, Europe et Coopération                | Fadhila Benammar Koly |        | SCO    |
| Finances, RH et Évaluations/Prospectives            | Stéphane Bérard       |        | SCO    |
| Économie touristique                                | Catherine Bossis      |        | SCO    |
| Eau et Prévention des risques                       | Éric Cadore           |        | CRC    |
| Agriculture, Agroalimentaire et Viticulture         | Judith Carmona        |        | OPCÉ   |
| Solidarité, Égalité et inclusion                    | Amal Couvreur         |        | SCO    |
| Sports                                              | Christophe Delahaye   |        | RGC    |
| Santé                                               | Julie Delalonde       |        | SCO    |
| Mobilités et Infrastructures                        | Vincent Garel         |        | RGC    |
| Enseignement supérieur et Recherche                 | Claire Gatecel        |        | SCO    |
| Économie de proximité                               | Yolande Guinle        |        | CRC    |
| Aménagement du territoire, Montagne et Ruralité     | Aurélie Maillols      |        | SCO    |
| Méditerranée                                        | Christophe Manas      |        | RGC    |
| Formation professionnelle                           | Marie-Thérèse Mercier |        | SCO    |
| Éducation, Orientation et Jeunesse                  | Rodolphe Portoles     |        | CRC    |
| Culture, Patrimoine et Langues régionales           | Serge Regourd         |        | SCO    |
| Économie, Emploi, Innovation et Réindustrialisation | Christine Sahuet      |        | SCO    |
| Urgence climatique                                  | Bertrand Vivancos     |        | RGC    |